# براندون اورموند-اتویل
براندون اورموند-اتویل (انگلیسی: Brandon Ormonde-Ottewill؛ زادهٔ ۲۱ دسامبر ۱۹۹۵) بازیکن فوتبال اهل بریتانیا است.
از باشگاه‌هایی که در آن بازی کرده‌است می‌توان به باشگاه فوتبال سوئیندون تاون و باشگاه فوتبال آرسنال اشاره کرد.
وی همچنین در تیم‌های ملی فوتبال زیر ۱۶ و ۱۹ سال انگلستان بازی کرده‌است.